# Jason Plato

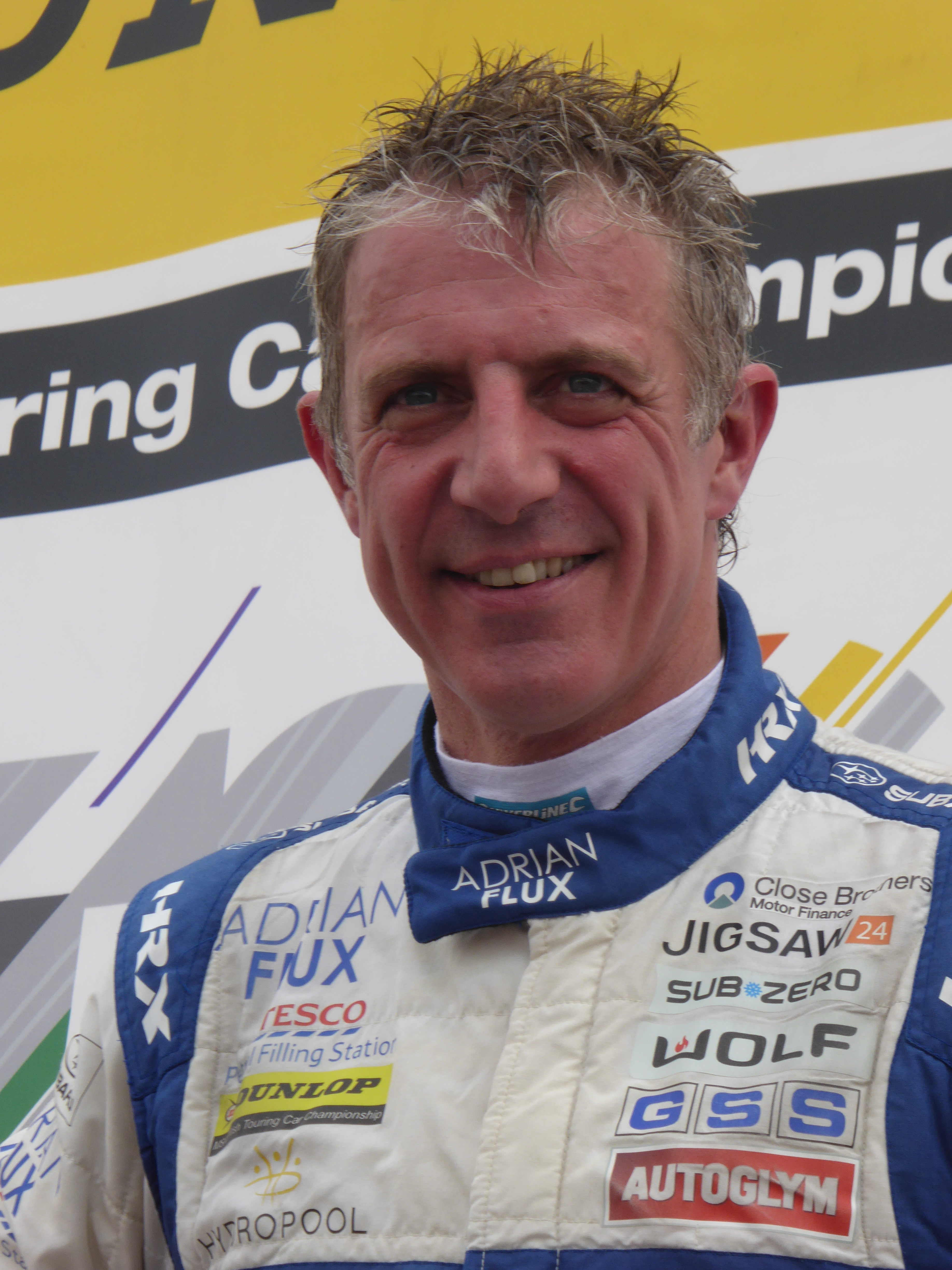
Jason Plato (2017)

Jason Plato (* 14. Oktober 1967 in Oxford) ist ein britischer Automobilrennfahrer.

## Karriere
Er besuchte die The King's School in Tynemouth. Seine Karriere startete er vierzehnjährig 1981 im Kartsport. Zwei Jahre später gewann er die Junioren-Kartweltmeisterschaft. 1985 war Plato in der Senioren-Kartweltmeisterschaft und in der britischen Senioren-Kartmeisterschaft aktiv und wurde am Ende der Saison in beiden Serien Fünfter. 1987 stieg er in die Formel-K-Europameisterschaft ein, und zwei Jahre später sah man ihn in der Elf Renault Winfield School, wo er einen zweiten Platz in Magny-Cours herausholen konnte. 1990 wurde der Engländer Fünfter in der britischen Formel Renault. Ein Jahr später holte er den Titel in der Formel-Renault-Euroserie.
1992 fuhr Plato in der britischen Formel 3. 1993 wechselte er in die britische Formel Vauxhall Lotus Meisterschaft und wurde am Ende der Saison Fünfter. 1994 wurde er Testfahrer in der British Touring Car Championship (BTCC). 1995 bestritt er einige Rennen in der englischen Formel Renault und 1996 gelang ihm mit dem Sieg im Elf Renault Sport Spider UK Cup sein zu diesem Zeitpunkt dritter Titel seiner Karriere. Seit dem 31. März 1997 bestreitet Plato die Wertungsläufe der BTCC. 2001 folgte der Höhepunkt seiner Karriere: er wurde britischer Tourenwagen-Meister. Nebenbei fuhr er 2002 auch in der UK ASCAR und war 2003 als Fahrer-Mentor tätig. 2009 verpasste er den Titel in der Britischen Tourenwagen-Meisterschaft nach dem Wechsel von Seat zu Chevrolet lediglich um fünf Punkte und schaffte im letzten Lauf der Saison einen Dreifachsieg (als zweiter Fahrer überhaupt).